# Bandelia
Bandelia là một chi bướm đêm thuộc họ Erebidae.

## Các loài
- Bandelia angulata (Barnes & Lindsey, 1922)
- Bandelia dimera (Dyar, 1912)